# توکیو گس

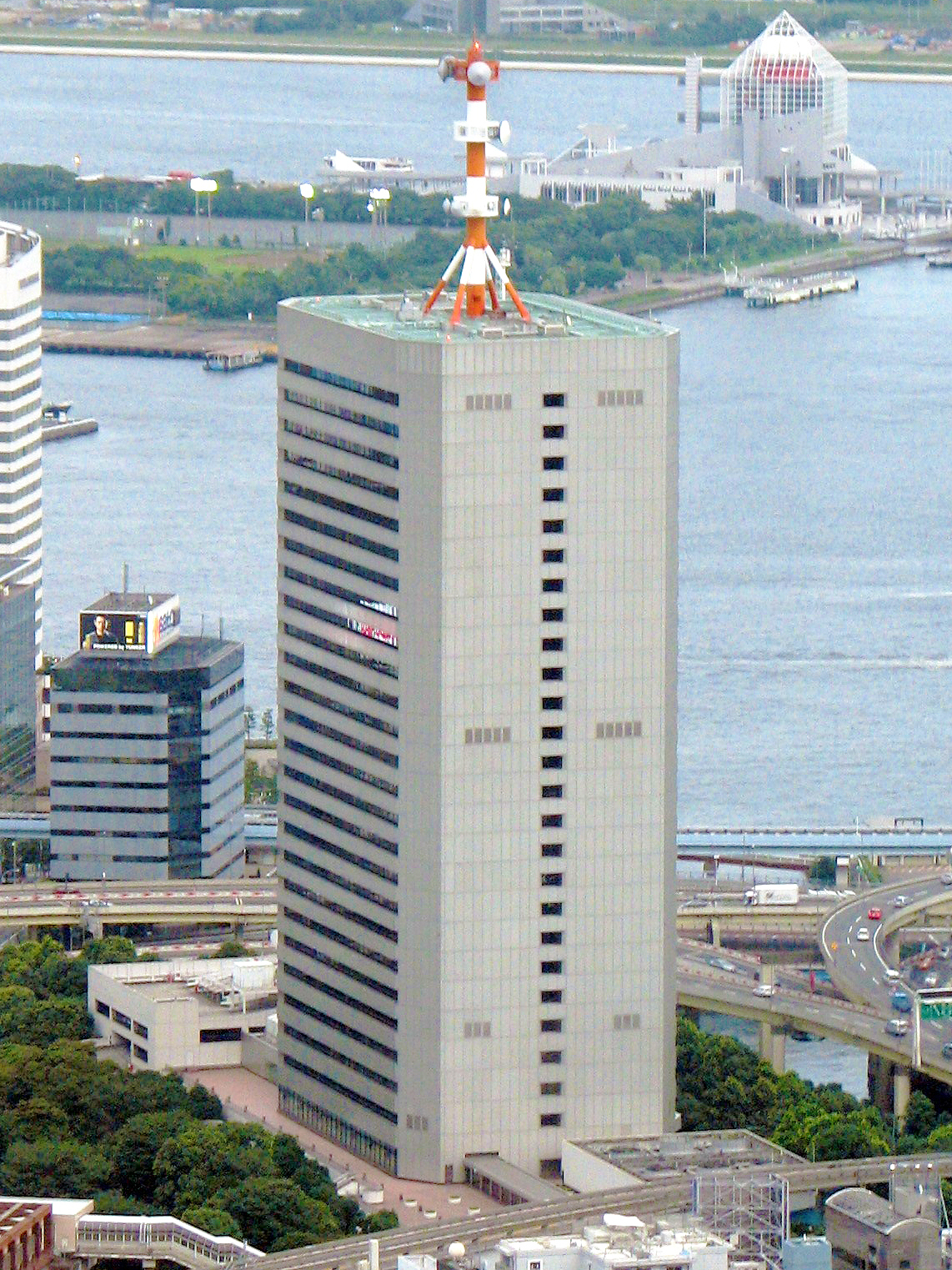
ساختمان مرکزی شرکت گاز توکیو

توکیو گس (به ژاپنی: 東京瓦斯株式会社) یا شرکت گاز توکیو بزرگترین شرکت گاز ژاپنی است، که در زمینه اکتشاف، استخراج و توزیع گاز طبیعی، همچنین توزیع برق فعالیت می‌کند.
شرکت گاز توکیو در سال ۱۸۸۵ تأسیس شد. دفتر مرکزی این شرکت در شهر میناتو، توکیو، ژاپن قرار دارد و بخشی از سهام آن در بازارهای بورس توکیو، بورس اوساکا و بورس ناگویا معامله می‌شود. نیپون لایف با در اختیار داشتن ۶٫۲ درصد از سهام توکیو گس، بزرگترین سهام‌دار آن به‌شمار می‌آید.